# Metroid
Metroid é uma série de jogos eletrônicos de plataforma e ação-aventura da Nintendo. A história se passa em um cenário de ficção científica, centrado na caçadora de recompensas Samus Aran que protege a galáxia dos Piratas Espaciais e suas tentativas de obter o poder de criaturas parasitas, chamadas de Metroid.
A série combina o gênero de jogos de plataforma da franquia Super Mario Bros. e a exploração de The Legend of Zelda com um cenário de ficção científica e uma ênfase em uma jogabilidade não linear. A maioria dos jogos de Metroid são jogos de rolagem lateral, enquanto os jogos 3D usam uma perspectiva em primeira pessoa. Os jogadores lutam contra inimigos alienígenas hostis e obtêm aprimoramentos à medida que progridem pelo mundo do jogo. A série é conhecida por sua atmosfera hostil, apresentando poucos personagens não jogáveis.
Os jogos foram lançados em quase todos os console de videogame da Nintendo, exceto o Nintendo 64 e Wii U. Um jogo está em desenvolvimento para o console Nintendo Switch. Os jogos receberam diferentes níveis de aclamação da crítica. Em setembro de 2012, a série Metroid havia vendido cerca de 17,44 milhões de cópias. A franquia foi representada em outros universos da Nintendo, incluindo a série Super Smash Bros.

## Jogabilidade
Metroid tem elementos de ação e aventura, tiro e plataforma. São centrados em torno de buscas para aperfeiçoamentos da armadura de Samus e habilidades, que permitem superar obstáculos e acessar ambientes novos. Samus encontra vários artefatos em suas aventuras. A maioria dos jogos é do gênero sidescrolling 2D, exceto a série Metroid Prime que usa uma perspectiva em primeira pessoa, com elementos de tiro e exploração com jogabilidade de plataforma. O jogador ganha itens e upgrades para o traje de Samus a medida que avança no cenário, e ocasionalmente derrotando criaturas alienígenas através de combate corpo-a-corpo ou com o canhão Power Beam do traje.

## Jogos
Os principais jogos da franquia são focados na jornada de Samus em derrotar as ameaças causadas frequentemente pelos Piratas Espaciais em obter armas biológicas como os Metroids e os Phazon.

### Metroid
| 1986 | Metroid                         |
| 1987 |                                 |
| 1988 |                                 |
| 1989 |                                 |
| 1990 |                                 |
| 1991 | Metroid II: Samus Returns       |
| 1992 |                                 |
| 1993 |                                 |
| 1994 | Super Metroid                   |
| 1995 |                                 |
| 1996 |                                 |
| 1997 |                                 |
| 1998 |                                 |
| 1999 |                                 |
| 2000 |                                 |
| 2001 |                                 |
| 2002 | Metroid Prime                   |
| 2002 | Metroid Fusion                  |
| 2003 |                                 |
| 2004 | Metroid Prime 2: Echoes         |
| 2004 | Metroid: Zero Mission           |
| 2005 | Metroid Prime Pinball           |
| 2006 | Metroid Prime Hunters           |
| 2007 | Metroid Prime 3: Corruption     |
| 2008 |                                 |
| 2009 | Metroid Prime: Trilogy          |
| 2010 | Metroid: Other M                |
| 2011 |                                 |
| 2012 |                                 |
| 2013 |                                 |
| 2014 |                                 |
| 2015 |                                 |
| 2016 | Metroid Prime: Federation Force |
| 2017 | Metroid: Samus Returns          |
| 2018 |                                 |
| 2019 |                                 |
| 2020 |                                 |
| 2021 | Metroid Dread                   |
| 2022 |                                 |
| 2023 | Metroid Prime Remastered        |
| 2024 |                                 |
| ASA  | Metroid Prime 4                 |

Foi lançado para o Nintendo Entertainment System (NES) em 1986, Samus Aran foi enviada com a missão de explorar o Planeta Zebes e evitar que os Piratas Espaciais consigam capturar os Metroids. Ela enfrenta o Cérebro Mãe e os seus guardiões Kraid e Ridley. É um jogo eletrônico de rolagem lateral e foi um dos pioneiros do subgênero metroidvania, muito popular atualmente em certos jogos independentes.

### Metroid II: Return of Samus
Foi lançado para o portátil Game Boy em 1991. A Federação Galáctica considerou a espécie Metroid extremamente perigosa para o universo e enviou Samus para o planeta natal da espécie, o SR388, com o objetivo de exterminar todas as criaturas derivadas dela. Depois de matar todos os seus estágios (Alfa, Gama, Zeta e Omega Metroid) e a Rainha Metroid, Samus encontra um ovo próximo da câmara da Rainha Metroid. Antes do Samus disparar sobre o ovo, um bebê Metroid choca e acredita que Samus seja sua mãe. Depois de ajudar a escapar de volta para sua nave, Samus entrega o filhote para a colônia espacial de Ceres para o estudo da criatura. Metroid II trouxe novos itens e armas e mais detalhes sobre o desenvolvimento dos Metroids.

### Super Metroid
Foi lançado para o Super Nintendo Entertainment System (SNES) em 1994. A jogabilidade era parecida com a do primeiro jogo, mas com mais equipamentos e um planeta muito mais detalhado. Também possui uma enredo mais complexo que seus dois antecessores. Após os acontecimentos de Metroid II, Samus recebe um sinal de socorro da colônia espacial de Ceres. Ela volta a tempo de se encontrar com Ridley roubando o filhote Metroid. Ela segue na sua nave até uma base reconstruída no Planeta Zebes, onde os Piratas Espaciais estão novamente tentando clonar os Metroids para usá-los como armas. Samus mata mais uma vez versões renascidas de Ridley e Kraid, bem como dos novos guardiões Phantoon e Draygon, e então confronta a Mãe Cérebro mais uma vez com ajuda do bebê Metroid agora já desenvolvido.

### Metroid Fusion
Foi lançado para Game Boy Advance em 2002. Enquanto atua como guarda-costas para os pesquisadores do planeta SR388, Samus é infectada por um parasita nativo conhecido como Parasita X, derivada da espécie Metroid. Os médicos conseguem remover cirurgicamente porções de sua armadura e curam a infecção causada pelo X com uma vacina criada a partir do DNA do filhote Metroid (Metroid II: Return of Samus). A vacina não só permite que ela sobreviva aos parasitas, mas absorva-os para alimentar sua energia e armas. Ela é então enviada para investigar um acidente na estação de pesquisa do Laboratório Espacial Biológico, onde é revelado que espécies de SR388 eram portadores do parasita X.

### Metroid Prime
Foi lançado para GameCube em 2002 e desenvolvido pela Retro Studios. O jogo se passa no planeta Tallon IV, anteriormente habitado pela raça Chozo. Cinco décadas atrás, a raça Chozo foi exterminada depois que um meteoro atingiu o planeta. O meteoro contaminou o planeta com uma substância corruptiva e mutagênica que os Piratas Espaciais mais tarde chamaram de Phazon. Samus deve viajar pelo mundo de Tallon IV procurando por doze artefatos Chozo que abrirão o caminho para a cratera de impacto do meteoro Phazon, enquanto coleta habilidades e armas que a permitem alcançar novas áreas.

### Metroid: Zero Mission
Foi originalmente lançado para Game Boy Advance em 2004. É um remake de Metroid de 1986 lançado no NES. O enredo segue sendo praticamente o mesmo com algumas áreas novas e alguns eventos adicionais do jogo original.

### Metroid Prime 2: Echoes
Foi lançado para o GameCube em 2005 e desenvolvido pela Retro Studios como sequência do primeiro jogo da série Prime. Samus é enviada para investigar o planeta Aether depois que um esquadrão de fuzileiros navais se perderam pelo planeta. Samus encontra todo o esquadrão morto por várias criaturas, principalmente por uma raça maligna chamada Ing. As criaturas da raça Ing são capazes de possuir corpos vivos, mortos e artificialmente inteligentes. Essa característica foi fundamental para que essas criaturas pudessem combater os habitantes da raça dominante de Aether, o Luminoth. Ao encontrar o único membro remanescente de Luminoth (os outros estão congelados em câmaras, aguardando a destruição do Ing), Samus descobre que Aether foi dividido em duas dimensões por um meteoro semelhante ao que caiu em Tallon IV. Samus concorda em ajudar recuperando a energia planetária de Aether (a "Luz de Éter") de Dark Aether.

### Metroid Prime Pinball
Uma versão pinball da série lançada para o Nintendo DS. O jogo consiste em seis mesas de pinball, cada uma inspirada em uma área diferente de Metroid Prime.

### Metroid Prime Hunters
Foi lançado para o Nintendo DS em 2006 como um spin-off da série Prime. Quando a Federação recebe uma mensagem incomum sobre um "Poder Final", Samus é enviada para o "Aglomerado Alíbico na Galáxia Tetra" para investigá-lo e protegê-lo. Outras pessoas também receberam a mensagem, e seis caçadores de recompensas rivais chegam com a intenção semelhante da protagonista. Quando todas as partes chegam à fonte da transmissão, é revelado que a mensagem era uma falsa isca enviada por uma criatura antiga conhecida como Gorea, que pretendia manipular os visitantes para libertá-la de um vazio entre dimensões.

### Metroid Prime 3: Corruption
Foi lançado para o Wii em 2007 como terceiro jogo da trilogia Prime. O Almirante Dane, comandante de um navio da Federação Galáctica,convoca uma reunião com Samus Aran e outros três caçadores de recompensas - Rundas, Ghor e Gandrayda. Os caçadores de recompensas recebem ordens para limpar um vírus de computador de vários supercomputadores orgânicos chamados "Unidades Aurora", localizados em toda a galáxia.

### Metroid Other M
Foi lançado para o Wii em 2010 e foi desenvolvido pela Team Ninja, uma divisão da Koei Tecmo, em conjunto com a Nintendo. Samus recebe um sinal de socorro e segue até uma misteriosa nave chamada "Navio Garrafa". Ela encontra um esquadrão de soldados da Federação Galáctica, incluindo seu amigo Anthony Higgs e seu ex-oficial superior Adam Malkovich. Eles descobrem que a diretora do navio, Madeline Bergman, tem conduzido pesquisas sobre armas biológicas ilegais para a Federação. Logo depois, Samus encontra um sobrevivente que afirma ser Madeline Bergman, mas na verdade é revelado ser um androide com uma inteligência artificial duplicada do Cérebro Mãe, de modo que os Metroids podem ser controlados telepaticamente.

### Metroid Prime: Federation Force
Anunciado na E3 2015, Metroid Prime: Federation Force é um spin-off da série Metroid Prime. É um jogo cooperativo de 4 jogadores focado em missões. Ele também possui um modo chamado Metroid Prime: Blast Ball.

### Metroid: Samus Returns
Em junho de 2017, a Nintendo anunciou um remake oficial de Metroid II: Return of Samus para o Nintendo 3DS. Foi publicado em 15 de setembro de 2017.

### Metroid Prime 4
Em junho de 2017, a Nintendo anunciou que o Metroid Prime 4 estava em desenvolvimento para o Nintendo Switch. Alguns rumores de diversas fontes especularam que o jogo estava sendo desenvolvido pela Bandai Namco Studios. Em 25 de janeiro de 2019, a Nintendo lançou um vídeo de três minutos que detalhava que o desenvolvimento do jogo tinha sido reiniciado desde o início, com o Retro Studios assumindo o cargo do desenvolvedor original ainda não confirmado.

## Outras mídias

### Aparições e Crossovers
Personagens e elementos da série Metroid são mencionados e vistos em várias mídias. Samus fez aparição em alguns jogos da Nintendo como Super Mario RPG, Tetris (versão do Nintendo Entertainment System), Tetris DS, Galactic Pinball, Kirby Super Star, Kirby's Dream Land 3 e WarioWare. Vários personagens e ambientes de jogos da franquia apareceram na série Super Smash Bros.
Samus é uma personagem jogável em todos os cinco jogos da franquia Super Smash Bros. e também sua versão com o Traje Zero (Zero Suit Samus) que trata-se de uma versão da protagonista usando um traje azul visto em Zero Mission e na série Prime.  O vilão Ridley faz algumas participações especiais em Super Smash Bros., onde ele pode ser visto voando em um arena temática do planeta Zebes, e em Super Smash Bros. Melee o personagem é visto como um troféu desbloqueável e na abertura do título.  Em Super Smash Bros. Brawl, Ridley, em suas formas tradicional e também Meta Ridley, aparecem como um personagem chefe. Devido ao inúmeros pedidos dos fãs, Ridley tornou-se um lutador jogável em Super Smash Bros. Ultimate ao lado de Dark Samus. Kraid, um dos chefes incônicos da franquia também apareceu em Super Smash Bros. Melee e como um troféu desbloqueável. Vários outros personagens como os Metroids, o Cérebro Mãe e Dark Samus aparecem como troféus ou adesivos na série Super Smash Bros. também.

### Mangá
Foram feitas, uma em 1986 e outra em 2002, adaptações de Metroid para mangá, sendo que a primeira segue a história do primeiro game, e a segunda conta em detalhes a história de Samus, desde a sua infância até o seu primeiro confronto com o tão temido Mother Brain, como visto no game Metroid: Zero Mission. A história é toda vista sob a perspectiva de Samus, com aparições de personagens secundários, inclusive o comandante Adam Malkovich, que ganha destaque em dois dos jogos produzidos: Metroid: Other M  e Metroid Fusion.

## Personagens

### Samus Aran

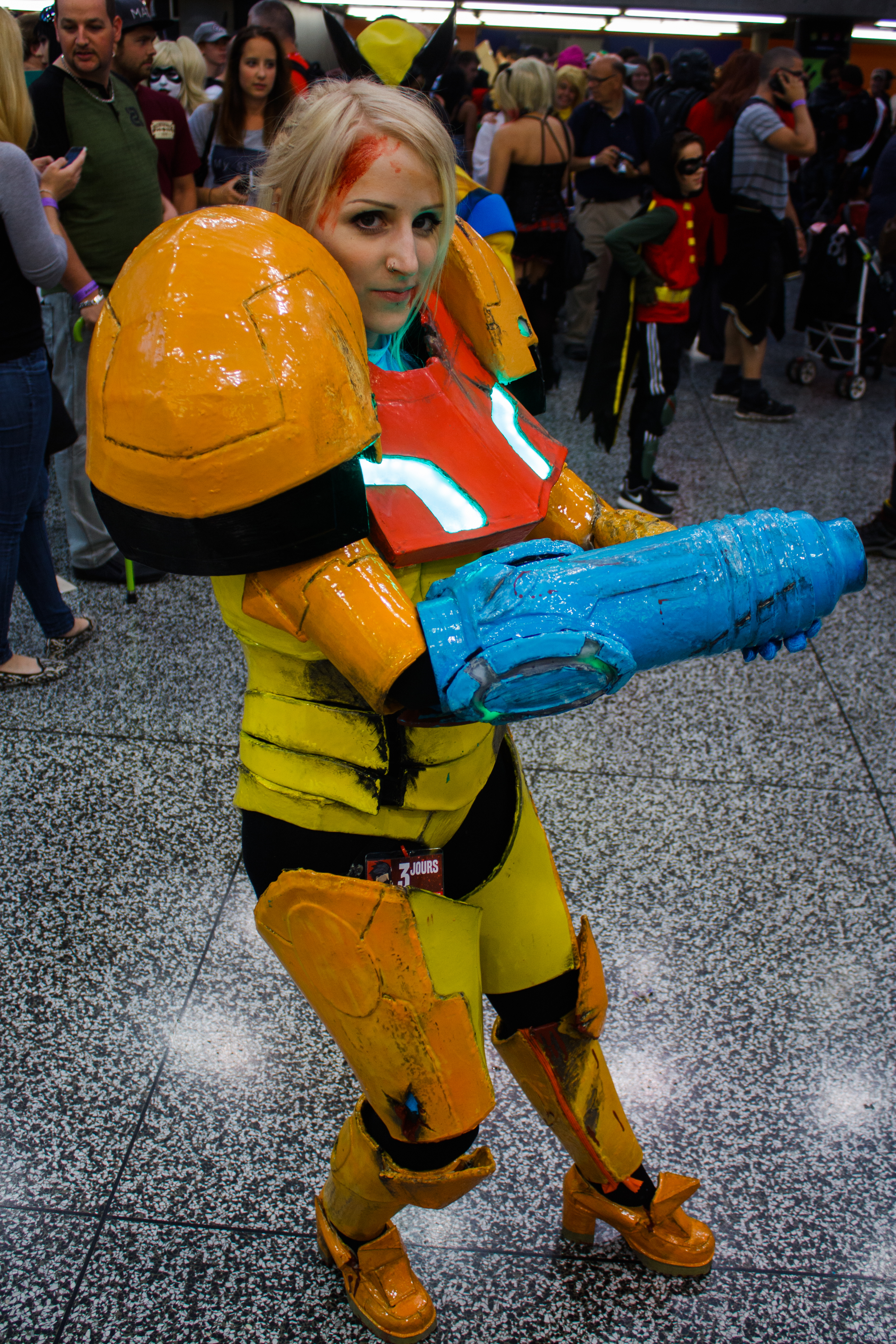
Cosplay de Samus.

A protagonista da série é uma caçadora de recompensas criada pelo povo alienígena Chozo.

### Chozo
Os Chozo são "Homens-Pássaro" que criaram Samus Aran ao resgatá-la após um ataque dos Piratas Espaciais. Domos de tecnologia altamente avançada, criaram a armadura de combate que Samus usa e espalharam artefatos compatíveis com o traje ao redor da galáxia, e já trocaram conhecimento com outras espécies. Em grande parte estão extintos, tendo aparentemente ascendido para outro plano de existência.

### Federação Galáctica
O governo da galáxia, formado de uma aliança de variadas espécies, que já teve Samus entre os recrutas de seu exército e frequentemente contrata seus serviços.

### Metroids
Os personagens-título são criaturas semelhantes a águas-vivas flutuantes capazes de sugar a força vital de qualquer forma de vida, geralmente causando a morte da vítima no processo.

### Piratas Espaciais
Os Piratas Espaciais são uma gangue de alienígenas parecidos com louva-a-deus sediados no planeta Zebes, que frequentemente tentam usar os Metroids como armas biológicas.

#### Ridley
O vilão mais recorrente da série, Ridley é uma criatura similar a um dragão que é um dos principais chefes dos Piratas Espaciais. Ele matou os pais de Samus no ataque que devastou seu mundo de origem, e apesar de sempre ser derrotado por ela sempre é ressuscitado e reconstruído, já tendo aparecido em alguns jogos como um ciborgue.

#### Mother Brain
Mother Brain é a líder dos Piratas Espaciais, um cérebro em um vidro que em Super Metroid ganha um corpo monstruoso. Uma tentativa de reconstruir Mother Brain resultou em MB, vilã de Metroid: Other M.

#### Kraid
Kraid é uma criatura parecida com um dinossauro que é outro dos líderes dos Piratas Espaciais.

### Metroid Prime\Dark Samus
O chefe final de Metroid Prime é um Metroid alterado pelo mutagênico Phazon que se tornou um monstro que devastou a colônia Chozo de Tallon IV antes de ser aprisionado na cratera criada pela meteoro de Phazon. Após o confronto com Samus, ele absorveu sua Phazon Suit e se reconstruiu com um corpo similar ao da heroína, referido como Dark Samus, que nas duas continuações embarca para outros planetas em busca de mais Phazon.

## Legado
A franquia Metroid junto com o lançamento do jogo Castlevania: Symphony of the Night, da desenvolvedora Konami foram importantes para definirem um subgênero de jogos conhecido como Metroidvania. Tom Happ, desenvolvedor do título Axiom Verge, definiu os jogos como aventuras em rolagem lateral com mapas contínuos, diferentes de níveis discretos vistos em outros jogos, que exigem que o jogador colete itens e aprimoramentos no equipamento para superar obstáculos. Outros jogos notáveis do subgênero Metroidvania incluem Cave Story (2004), Shadow Complex (2009), Ori and the Blind Forest (2014), Hollow Knight (2017) e Chasm (2018).